# 林潔瑜
林潔瑜（英語：Esther Lam Kit Yu，1984年6月14日—），前香港電視廣播有限公司藝人，曾經參加《2009年度香港小姐競選》入選前十名，由於外貌被指與香港音樂人許愿相似，因而被媒體稱為「女版許愿」，在參加選美初期遭到各界批評和嘲笑，後來憑藉撰寫網誌及出席公開活動的表現使大眾對她改觀，被形容為有自信心、表現大方、口才良好及情緒商數（EQ）高，有網民更積極為她拉票，使她成為網上票選冠軍佳麗。
最終，林潔瑜在香港小姐競選當中並沒有獲得任何獎項，而她也並沒有選擇加入娛樂圈。後於2013年結婚並協助丈夫經營生意及到中、小學進行布道工作。

## 參選香港小姐

### 網民態度
起初，不少傳媒及網上評論均認為，2009年度香港小姐入圍港姐的樣貌質素極低，林是其中被抨擊最嚴重的候選人。部分高登討論區網民，為了恥笑林潔瑜，除被惡搞改圖外，更於東方日報的網站（on.cc）及TVB網上投票環節大量投票「支持」她。
不過，林在2009年8月12日於官方網誌上，發表《不明來歷的人氣》一文，表示對高登討論區網民不斷向她作狂熱支持，感到十分驚訝及感激。結果，很多網民變成真心支持她，欣賞她的真誠。
林潔瑜雖然落選港姐，但仍然連同她的真假支持者一起獲得高登2009年8月之星獎項，她本人亦成為首位高登每月焦點得獎人。

### 正式比賽
林最終三甲不入，但當晚她是唯一一位有觀眾舉燈牌支持的候選人，當她談及有關觀眾支持問題時，場內觀眾三度起哄，反應熱烈主持人陳百祥和英皇娛樂的霍汶希均表示她有潛質。有網民則指是次現象是高登和無線之間的角力。
林其後表示，希望日後可以當主持或司儀。

## 外部連結
- 林之官方網誌

## 資料來源
1. ↑  . 東方日報. 2015-08-19  [2020-02-12]. （原始内容存档于2018-10-15） （中文）.
2. ↑  . 晴報. 2019-11-18  [2020-02-12]. （原始内容存档于2020-02-12） （中文）.
3. ↑  星島日報：港姐亮相質素參差 （页面存档备份，存于），2009年6月8日。
4. ↑  高登討論區：【港姐陽具】點解港姐質素會咁差 （页面存档备份，存于），2009年8月12日。
5. ↑  TVB.com：你覺得2009年ga港姐質素如何? （页面存档备份，存于），2009年7月23日。
6. ↑  香港討論區：無綫今年啲港姐質素 的存檔，存档日期2016-03-04.，2009年7月1日
7. ↑  ibbs：續~林潔瑜對事件的回應~ （页面存档备份，存于），2009年8月4日
8. ↑  高登討論區：<<<邊個港姐最靚？立即投票！>>>>，2009年8月3日
9. ↑  高登討論區：【高登力量】應屆港蛆笑撚到我趴係度 （页面存档备份，存于），2009年8月6日
10. ↑  高登討論區：林潔瑜 : 不明來歷的人氣，2009年8月12日
11. ↑  蘋果日報：港姐奇景 冇西施揀東施 女版許愿網友封女神 （页面存档备份，存于），2009年8月13日
12. ↑  高登討論區：候選港姐 2 號林潔瑜感謝「香港高登討論區」，2009年8月12日
13. ↑  高登討論區 - 2號林潔瑜心地咁好, 我地一定全力支持佢!!!!!!
14. ↑  .   [2010-04-24]. （原始内容存档于2016-03-05）.
15. ↑  .   [2010-04-24]. （原始内容存档于2009-08-30）.